# Bohicon
Bohiconè una città situata nel dipartimento di Zou nello Stato del Benin con 126 961 abitanti (stima 2006).